# Léon Lannoy
Pour les articles homonymes, voir Lannoy (homonymie).
Léon Lannoy, né le 10 novembre 1889 à Guemps et mort pour la France le 29 août 1914 à Laigny, est un coureur cycliste français, en activité de 1909 à 1914,.

## Biographie
Léon Auguste Élie Lannoy était le fils de Jacques Pierre Auguste Lannoy et de Marie Élise Désirée Parisseaut. Il exerçait la profession de remonteur.
Il est incorporé le 1er octobre 1910 au  110e régiment d'infanterie à Dunkerque et porte le matricule 227 au bureau de recrutement de Saint-Omer. Près d'un an plus tard, il obtient la distinction de soldat de 1re classe. À la mobilisation générale, il rejoint son régiment d'origine le 3 août 1914 mais est tué à l'ennemi le 29 août 1914 à Laigny (Aisne) lors de la Bataille de Guise. L'acte de décès est transcrit le 6 juillet 1915 à Calais.

## Palmarès
- 1909
  - 3e de Paris-Honfleur
- 1910
  - Paris-Calais

## Résultats sur le Tour de France
2 participations
- 1909 : abandon à la 4e étape
- 1910 : abandon à la 14e étape